# Кладбище великолепия
«Кладбище великолепия» (тайск. รักที่ขอนแก่น, Rak Ti Khon Kaen, англ. Cemetery of Splendour) — фильм тайского режиссёра Апичатпонга Верасетакула. Премьерный показ состоялся в 2015 году на Каннском кинофестивале в рамках программы «Особый взгляд».

## Сюжет
Школа на окраине тайского городка переоборудована под госпиталь для поражённых странной сонной болезнью солдат. Они просыпаются на несколько часов, но затем снова надолго засыпают. Врачи устанавливают в палате специальные установки, которые за счёт цветного освещения воздействуют на сознание пациентов, навевая приятные сновидения.
Дженджира, главная героиня, ухаживает за одним из солдат по имени Итт. Однажды к Дженджире являются две богини и рассказывают, что госпиталь построен на месте старого кладбища. Воинственные духи древних тайских королей продолжают сражаться друг с другом, используя энергию спящих солдат. Кенг, девушка-экстрасенс, тоже помогает ухаживать за пациентами. Она использует свои способности, чтобы помочь спящим общаться со своими родственниками.

## В ролях
| Актёр                 | Роль      |
| --------------------- | --------- |
| Дженджира Понгпас     | Дженджира |
| Банлоп Ломной         | Итт       |
| Джаринпаттра Руанграм | Кенг      |

## Награды и номинации
| Фестиваль                                   | Премия                            | Номинанты и получатели | Результат |
| ------------------------------------------- | --------------------------------- | ---------------------- | --------- |
| Asia Pacific Screen Awards                  | Лучший фильм                      | Апичатпонг Вирасетакул | Победа    |
| Asia Pacific Screen Awards                  | Достижение в области режиссуры    | Апичатпонг Вирасетакул | Номинация |
| Каннский кинофестиваль 2015                 | Особый взгляд                     | Апичатпонг Вирасетакул | Номинация |
| International Cinephile Society Awards 2016 | Best picture not released in 2015 | Апичатпонг Вирасетакул | Победа    |
| Лондонский кинофестиваль 2015               | Гран-при                          | Апичатпонг Вирасетакул | Номинация |
| Премия Сообщества онлайн-кинокритиков 2015  | Лучший неамериканский фильм       | Апичатпонг Вирасетакул | Победа    |
| Панчевский кинофестиваль 2015               | Премия «Маяк»                     | Апичатпонг Вирасетакул | Победа    |
| Кинофестиваль в Сиджесе 2015                | Гран-при                          | Апичатпонг Вирасетакул | Номинация |